# Декабрьские события в Алма-Ате (1986)
Декабрьские события в Алма-Ате, известные также как Желтоксан (каз. Желтоқсан көтерілісі — Декабрьское восстание) — выступления казахской молодёжи, произошедшие 17—18 декабря 1986 года в Алма-Ате, бывшей в то время столицей Казахской ССР, принявшие форму массовых народных протестов против решений правящей коммунистической партии. 
По официальной версии, волнения начались из-за решения Генерального секретаря ЦК КПСС М. С. Горбачёва о снятии с должности первого секретаря Коммунистической партии Казахстана Д. А. Кунаева и замене его на ранее никогда не работавшего в Казахской ССР Г. В. Колбина, первого секретаря Ульяновского обкома КПСС. Участники митинга, перешедшего в массовые беспорядки, требовали назначить на должность главы республики представителя коренного населения. Позже волнения казахской молодёжи прошли и в других городах и регионах Казахстана. Декабрьские события в Казахстане стали одними из первых в перестроечное время выступлений против власти всесоюзного центра. Позже подобные события произошли в Минске (1988), в Тбилиси (1989), в Баку (1990), в Душанбе (1990), в Вильнюсе и Риге (1991).
Само выступление было для руководства неожиданным, его причины и характер - неясными.

## Предыстория

#### Характер отношений Горбачёва с Кунаевым
Отношения между Михаилом Горбачёвым (Генеральный секретарь ЦК КПСС с 1985 года) и Динмухамедом Кунаевым (Первый секретарь ЦК Компартии Казахстана) претерпели значительную эволюцию в годы перестройки:
- До прихода Горбачёва к власти их отношения можно было назвать дружескими или по крайней мере товарищескими. Стороны поддерживали рабочий контакт, и при Брежневе Кунаев был одним из устойчивых членов политической элиты[4].
- С началом перестройки и курсом на обновление кадров, проводимым Горбачёвым, между ними быстро возникло непонимание. Кунаев относился скептически к реформам Горбачёва, несмотря на осознание необходимости перемен в целом. Недоверие росло, и отношения приобретали напряжённый характер[5].
- Горбачёв воспринимал Кунаева как представителя «брежневской гвардии», которую необходимо заменить для проведения новых политических и экономических реформ в духе перестройки.

#### Развитие конфликта и его последствия
- В начале 1986 года в Политбюро было принято решение отправить Кунаева на пенсию. Это стало важным эпизодом курса Горбачёва на обновление региональных элит, для которых он предпочитал подбирать «своих» людей и более молодых управленцев.
- В феврале 1986 года на 16-м съезде Компартии Казахстана началась публичная критика Кунаева со стороны Нурсултана Назарбаева (на тот момент председателя Совета министров Казахской ССР), что свидетельствовало о поддержке нового курса Горбачёва на смену руководства[6].
- В декабре 1986 года Кунаев был отстранён с поста первого секретаря (с этим предложением от имени Политбюро выступил секретарь ЦК КПСС Г.П.Разумовский), а его место занял Геннадий Колбин — руководитель, ранее не живший в Казахстане, что вызвало массовые протесты со стороны местного населения (события «Желтоксана»).

## Причины
Основная причина: назначение на должность Первого секретаря не местного руководителя.
Глубинной причиной конфликта было нарастание экономических трудностей советской системы в условиях разных этнодемографических тенденций развития двух основных этносов Казахской ССР — русских и казахов, — что вело к росту социальной и межнациональной напряжённости. Рождаемость казахов, особенно в сельских регионах юга страны, продолжала оставаться на очень высоком уровне при том что детская смертность снизилась. Высокий естественный прирост казахов приводил к тому, что представители коренного населения выезжали в города, где возрастала конкуренция за жильё и рабочие места.
Параллельно в крупных городах, где имелось русское большинство, в том числе в Алма-Ате, несмотря на объявленный процесс коренизации, продолжалась реализация политики русификации. На высшие руководящие посты назначались как казахи, так и русские, однако помимо личных качеств обязательным требованием было знание русского языка. В то же время для назначения этнического русского на руководящую работу в Казахстане не требовалось знание казахского языка, даже если он назначался в регионе, где преобладало казахское население. Среди населения росло недовольство.
«6 января 1987 года состоялась расширенная Коллегия КГБ республики, посвящённая казахскому национализму. Отчитывался начальник 5 Управления КГБ КазССР полковник Т. Н. Нурахметов, так как вопросы межнациональных взаимоотношений, массовых беспорядков входили в компетенцию 5 Управления. В своём выступлении он отметил, что в декабрьских Алматинских событиях 1986 года виноваты прежнее руководство 5 Управления и Комитета. Приводились различные цифровые выкладки, в которых, по мнению Нурахметова, таилась причина нарастания в республике национализма. Осуждающим тоном докладчик рассказывал о том, что в КазГУ количество студентов коренной национальности составляет 70 процентов, преподавателей — 80 процентов, в других вузах — обстановка и того ужасней. Тщательно анализировалось процентное соотношение по национальностям агентуры и доверенных лиц», — пишет Темирбулат Ахметов в своей документальной повести «Анатомия молчания».
По его словам, другие выступления мало чем отличались от основного доклада.
«И лишь заместитель начальника Управления КГБ по Алматинской области полковник Турсун Айжулов отметил: „Мы объявили крестовый поход только против казахского национализма, но ведь нередки и факты проявления великорусского шовинизма, во многих случаях провоцирующие первое, а об этом почему-то никто не задумывается“».

## План «Метель-1986»
В 1985 году МВД СССР подготовило «Наставления по организации и тактике предупреждения и пресечения групповых нарушений общественного порядка» и 19 декабря того  же года отдало приказ о введении его в действие. На основании этого приказа в Казахстане был разработан "специальный оперативный план по разгону демонстрантов под кодовым названием «Метель-1986»: «План действий органов внутренних дел МВД Казахской ССР и приданных сил по охране общественного порядка и безопасности при чрезвычайных обстоятельствах в республике и в г. Алма-Ате».

## Начало событий
Сообщение о решении Пленума ЦК Компартии Казахстана было передано по республиканскому радио в 15.00 16 декабря. Вечером этого дня в УВД города и КГБ республики поступили сведения о недовольстве среди коренного населения решением Пленума. Обстановка в городе оценивалась как неспокойная. Особенно бурно обсуждения велись в студенческих и рабочих общежитиях. 
В ряде публикаций и свидетельств, в том числе опубликованных спустя годы после событий, появляется версия о том, что некоторые транспаранты, с которыми вышли студенты утром 17 декабря 1986 года, могли быть изготовлены заранее, якобы за несколько месяцев до выступлений. Ссылаются, в частности, на сообщения эмигрантской газеты «Русская мысль», где утверждалось: транспаранты были готовы еще за три месяца, а якобы «нити организации» тянулись от преподавателей вузов через творческую интеллигенцию к руководству республики. Однако современные исследователи и участники событий не находят достаточных документальных подтверждений этим сведениям. Официальные документы МВД и многочисленные воспоминания очевидцев однозначно указывают: призывы выйти на площадь стали распространяться среди молодежи именно после объявления о смене руководства, и массовое движение имело собой реакционный, а не заранее организованный характер. 
Из оперативной сводки КГБ: «16.12.86 г. 21.00-22.30. Общежитие Алма-Атинского государственного театрально-художественного института. Студенты С. А. Жумадилов, А. И. Джумашев, К. Р. Байбеков, Р. А. Токушева обошли ряд комнат и возбудили студентов своим несогласием с решениями V Пленума. В ходе дискуссии было высказано предложение выразить свой протест путём выхода на площадь Брежнева. В это же время их сокурсники А. Д. Канетов, Б. Ж. Сейтинбеков провели подстрекательскую работу в общежитии № 1 Института иностранных языков, где их активно поддержали».
Выступления начались с демонстрации 17 декабря, когда первые группы казахской молодёжи вышли с требованием отмены назначения Колбина на площадь имени Л. И. Брежнева (ранее — Новая площадь, ныне — площадь Республики). Перестройка тогда только начиналась, власть в стране ещё была сильной, поэтому реакция правительства в Москве (в отличие от произошедших спустя несколько лет аналогичных событий в Тбилиси, Баку и пр.) была молниеносной: оно сразу поручило МВД разогнать митинг. В городе сразу была отключена телефонная связь, эти группы были разогнаны милицией (операция «Метель-1986»). Были собраны отряды спецназа из сибирского военного училища, а также курсанты местного пограничного училища.
Слухи о выступлении на площади мгновенно облетели весь город. Утром 17 декабря на площадь имени Л. И. Брежнева перед зданием ЦК вышли уже толпы молодёжи, возглавляемые активными национал-патриотами. Плакаты демонстрантов гласили «Требуем самоопределения!», «Каждому народу — свой лидер!», «Не быть 37-му!», «Положить конец великодержавному безумию!».
По воспоминаниям Нурсултана Назарбаева из его мемуаров, он направился к площади после того, как покинул кабинет Колбина. Этот момент стал для него точкой разделения жизни на «до» и «после». На площади началось противостояние, в котором обе стороны оказались неготовыми к диалогу. Одна сторона обвиняла протестующих, другая использовала булыжники и куски льда. Несмотря на то, что применение силы началось со стороны протестующих, милиция и спецслужбы провоцировали их на агрессивные действия, чтобы оправдать жесткие карательные меры. Вечером 17 декабря ситуация обострилась. В окно одного из кабинетов Центрального комитета был произведён выстрел из ракетницы, что привело к возгоранию. Это стало поводом для начала жесткой операции по разгрому протестов. Назарбаев утверждает, что провокации были организованы спецслужбами, которые подсунули протестующим оружие, чтобы спровоцировать насилие.

## Ввод военных подразделений
16 декабря по тревоге было поднято АВОКУ (кроме 4 курса — были на стажировке) и переброшено к ЦК, курсанты были вооружены только сапёрными лопатками.
Ещё при выдвижении к площади практически во всех «Уралах» были выбиты стёкла, многие военнослужащие получили ранения.
Среднеазиатским военным округом командовал генерал Владимир Лобов, будущий начальник Генерального штаба СССР. Он отказался привлекать подчинённые ему войска к разгону молодёжи. Ввиду ухудшения ситуации в Алма-Ате министр внутренних дел СССР Александр Власов самолётами перебросил в Алма-Ату несколько тысяч солдат из внутренних войск. Первый десант был высажен в аэропорту ещё 17 декабря, однако был временно блокирован бензовозами.
Военные атаковали митингующих и начали очистку города. Использовались сапёрные лопатки и дубинки. Митингующих избивали. По первым официальным данным были убитые и сотни раненых. 17 декабря на части территории Казахстана было объявлено чрезвычайное положение, однако оно не распространялось на Алма-Ату. В течение 16—19 декабря на подступах к Алма-Ате была создана крупная оперативная группировка общей численностью более 50 000 военнослужащих из состава частей Среднеазиатского, Московского, Ленинградского, других военных округов, военно-морского флота, внутренних войск МВД. Актауская бухта и подходы к ней были блокированы кораблями и катерами Каспийской военной флотилии.
Декабрьские события в воспоминаниях Филиппа Бобкова:
Утром 16 декабря студенты стали стекаться к площади перед зданием ЦК компартии Казахстана. Все лозунги и плакаты призывали к отставке Колбина, требовали избрать вместо него казаха или хотя бы казахстанца, при этом назывались конкретные кандидаты, в числе них были и русские и представители других национальностей, для которых Казахстан являлся родиной. Перед собравшимися выступило несколько руководителей республики, пытаясь уговорить их разойтись, но всё было безрезультатно. В целях недопущения беспорядков к площади приказали подтянуть внутренние войска, а само здание ЦК охраняли курсанты пограничного училища. У солдат не было огнестрельного оружия.
Уговоры не увенчались успехом, зато дали результат призывы подстрекателей. Собравшиеся на площади с громкими криками бросились на штурм здания ЦК, пытаясь опрокинуть шеренги солдат, милиции и пограничников. Завязалась драка. В ход пошли колья, арматура, камни, солдаты вынуждены были применить ремни и дубинки. Число погромщиков множилось. Попытки усмирить толпу оказались безрезультатными. Появились раненые с обеих сторон, и был зверски убит дружинник — работник местного телевидения. Я видел потом кадры видеозаписи, и меня поразила жестокость возбуждённой толпы. Здесь уместно сказать, что потом называлось самое разное число погибших. Их исчисляли сотнями. Я должен свидетельствовать официально: во время описываемых событий погибло три человека. Это уже упомянутый мною дружинник Савицкий и шестнадцатилетний русский мальчик, заколотый ножом в автобусе довольно далеко от площади: он что-то дерзкое сказал кондуктору и стоявший рядом вонзил ему нож в сердце. Третий погибший — казах, раненный в драке на площади и скончавшийся через три дня.
К тому времени, когда мы прибыли в Алма-Ату, столкновения между теми, кто охранял здание ЦК, и нападавшими уже прекратились, и все занялись поисками виновных…

На площади перед зданием ЦК людей уже почти не было, остались немногочисленные группы, главным образом любопытных. Площадь, как я уже сказал, производила тяжкое впечатление: разбитые машины, следы пожаров, камни, разбросанные палки, колья, сожжённая, ещё дымящаяся пожарная машина. На улицах, в принципе, было спокойно, если не считать редких стаек молодёжи, бросавших камни в патрульных солдат. Жертв в ту ночь больше не было.
17 декабря Н. А. Назарбаев, наряду с другими официальными лицами республики, выступал перед разбушевавшейся толпой, призывая молодёжь вернуться на свои учебные и рабочие места. Однако дальнейшее развитие истории Казахстана, равно как и поздние мемуары, написанные в годы его президентства, заставляют многих политологов выдвигать гипотезы об участии самого Назарбаева в организации беспорядков.
18 декабря как сообщала по горячим следам «Русская мысль», «демонстрантам с грузовиков раздавали водку, гашиш и „националистические“ листовки».
К разгону митингующих милиция и солдаты внутренних войск приступили только в 15:00. Причём, как и в предшествующий день, первоначально для этого были использованы незначительные силы. В результате вместо вытеснения собравшихся с площади произошло столкновение, которое развивалось с переменным успехом и продолжалось несколько часов. Получается, что органы правопорядка лишь раззадоривали митингующих, как во время корриды. И только тогда, когда разгорелись страсти, действительно применили силу. В 21:30 площадь была очищена.
В этот же день ТАСС сообщало: «Вчера вечером и сегодня днём в Алма-Ате группа учащейся молодёжи, подстрекаемая националистическими элементами, вышла на улицы, высказывая неодобрение решения состоявшегося на днях пленума ЦК Компартии Казахстана. Сложившейся ситуацией воспользовались хулиганствующие, паразитические и другие антиобщественные лица, допустив противоправные действия в отношении представителей правопорядка, а также учинив поджоги продовольственного магазина, личных автомобилей, оскорбительные действия против граждан города.
Прошедшие собрания на заводах, фабриках, в вузах, в других трудовых коллективах, а также партийные и комсомольские активы города и районов, одобряя решения пленума ЦК КП Казахстана, осудили ничем не обоснованные действия группы учащихся и высказались за принятие решительных мер к хулиганам и восстановление полного порядка в городе. Принимаемые действия в этом направлении поддерживаются трудящимися. Они активно участвуют в мероприятиях, проводимых советскими и партийными органами. Все предприятия, учреждения, учебные заведения, магазины, служба быта, городской транспорт работают нормально».

### Выступления в Караганде
Выступление студенческой молодёжи в Караганде произошло 19—20 декабря 1986 года. Около восьми вечера 19 декабря студенты нескольких вузов — примерно 80—120 человек — собрались на площади имени Гагарина. Затем двинулись к Советскому проспекту, где были разогнаны милицией. 83 человека были задержаны. 20 декабря студенты стали собираться на площади возле обкома (около 300 человек). Из служебной записки: «…никто из них хулиганских действий не допускал». Против студентов были направлены курсанты школы МВД, произведены массовые аресты.
Из вузов Караганды были исключены 54 студента, пять студентов привлечены к уголовной ответственности.

## Итоги
Само выступление было для руководства неожиданным, его причины и характер - неясными. Руководство недоумевало, чего людям не хватает, чем они недовольны. Никакого заранее разработанного плана на этот случай не существовало. Предпринимались активные попытки руководства договориться с протестующими, объяснить, что они неправы и что руководство Республики делает всё возможное для их благополучия. Никакого заранее разработанного плана у политического руководства, как вести себя в такой ситуации не было, основная ставка была сделана на авторитет. 
С 17 по 18 декабря 1986 года местное руководство фактически отказывалось брать на себя ответственность за происходящее и для этого активно консультировалось с "Центром". Наконец, после прибытия в Республику М.С. Соломенцева в качестве официального представителя Политбюро ЦК КПСС с широкими полномочиями, политическое руководство Республики было окончательно устранено от влияния на ход событий. 
По опубликованным в Казахстане данным, правоохранительными силами было задержано 8,5 тыс. человек, получили тяжёлые телесные повреждения (в основном черепно-мозговая травма) более 1700 человек, подвергнуты допросам в прокуратуре 5324, в КГБ — 850 человек. 900 человек подвергнуты к административным мерам наказания (аресты, штрафы), предупреждены 1400 человек, уволены с работы 319, отчислены из учебных заведений (только по Миннаробраз) 309 студентов. В уголовном порядке было осуждено 99 человек (2 приговорены к смертной казни), среди них 20-летний Кайрат Рыскулбеков, позже погибший в тюрьме. Комсомольские и партийные взыскания получили около 1400 человек. Началась безрезультатная борьба с националистическими настроениями среди казахской интеллигенции.
Нурсултан Назарбаев в мемуарах отмечал ряд выводов после декабрьских событий:
Время давно доказало, что декабрьские события не были проявлением хулиганствующего национализма. Сейчас говорить о таком обвинении просто излишне. Мировые политики еще в те годы дали единогласную оценку этим событиям. Один из них — Эдуард Шеварднадзе, который писал: «Уже во время перестройки, в 1986 году, смена руководящих персон в партийном руководстве Казахстана вызвала массовые протесты студенчества. Выступления студентов подавили силами милиции и армейских частей. Пролилась кровь. Однако политбюро, как обычно, ограничилось выводом, что зачинщиков беспорядков следует считать националистами и экстремистами».
В действительности выход студентов на площадь был стихийным проявлением возрождающегося национального самосознания. Поэтому поиски «подпольной националистической организации» или конкретных организаторов событий оказались пустыми хлопотами. Давно известно, что поиск черной кошки в темной комнате, особенно когда ее там нет, дело неблагодарное.

Были и другие причины, остро задевшие национальные чувства молодежи. Имеется в виду «процентомания» при определении национального состава студенчества, которой незадолго до этого стали особенно рьяно заниматься некоторые руководители. Здесь следует отметить, что такая установка была задействована с одобрения высокопоставленных идеологов республики.
В начале 1987 года было принято постановление ЦК КПСС, в котором происшедшее объявлялось проявлением казахского национализма. Однако в дальнейшем в связи с развитием процессов перестройки и изменением политической конъюнктуры позиция центральных властей изменилась. 9 января 1989 года на пост второго секретаря был поставлен этнический казах, а 22 июня того же года Назарбаев сменил Колбина на посту главы республики. 14 ноября 1989 года группа депутатов Верховного Совета Казахской ССР во главе с писателем Мухтаром Шахановым обратилась в ЦК КПСС с просьбой о снятии формулировки «проявление казахского национализма», и формулировка была отменена.
16 декабря 1991 года, спустя ровно пять лет после этих событий, Казахстан последней из советских республик провозгласил свою независимость.

## Независимость
Казахстан провозгласил независимость 16 декабря 1991 года, ровно через пять лет после Желтоксана. Многие документы, касающиеся декабрьских событий, хранятся в архивах Москвы и Алма-Аты и не были обнародованы, в частности, не до конца ясна роль Н. А. Назарбаева. Отсутствие доступа к засекреченным документам мешает объективной исторической и правовой оценке событий.

## Значение
События декабря 1986 года стали первым в СССР массовым митингом за конституционные права, провозглашённые руководством Советского Союза. Во время демонстрации митингующие держали в руках плакаты с лозунгами: «Каждому народу — своего руководителя!», «Нам нужен руководитель — казах!», «Хватит диктовать!», «Идёт перестройка, где демократия?», «Мы за ленинскую национальную политику!» и портреты Ленина.

## Память
18 сентября 2006 года президентом Казахстана Нурсултаном Назарбаевым в Алматы рядом с площадью Республики на пересечении улиц Желтоксан и Сатпаева был открыт монумент «Заря независимости» (каз. «Тәуелсіздік таңы») архитектора Тимура Сулейменова. Памятник был сооружён на средства Фонда Первого Президента Казахстана.
Улица Мира в Алма-Атe была переименована (в 90-х годах) в улицу Желтоксан (декабрь) в память о событиях декабря 1986 года. Одноимённые улицы появились также в Астане, Шымкенте, Таразе, Кызылорде, Талдыкоргане, Туркестане, Экибастузе и ряде других городов и посёлков Казахстана.

## В культуре
- В кино события представлены фильмом Калдыбая Абенова «Аллажар», законченном в 1996 году[уточнить][26]. Также события являются основой сюжета фильма «Бегущая мишень» с участием Нонны Мордюковой.
- Декабрьские события отражены в кинокартине «Так сложились звёзды» — пятой по счёту картины из серии «Путь лидера» о жизни президента Нурсултана Назарбаева.
- Декабрьское восстание упоминается в песне группы «Гражданская Оборона» «Новая патриотическая»: «Нам не страшны Алма-Ата и события в Польше»[27].
- Песня «Мы все в конце» в альбоме «Инструкция по обороне» группы Инструкция по выживанию посвящена событиям в Алма-Ате, о чём заявляет сам автор Роман Неумоев.
- Песня «подснежники» в альбоме «Harith» исполнителя масло черного тмина также наполнена отсылками к Декабрьскому восстанию
- Две популярные песни на казахском языке посвящены Декабрьским событиям: «Желтоқсан желі», «Қарабауыр қасқалдақ».[28][29][30][31]